# Gildea-Gletscher
Der Gildea-Gletscher ist ein Gletscher im westantarktischen Ellsworthland. Er fließt in der Sentinel Range des Ellsworthgebirges vom Craddock-Massiv westwärts zwischen Mount Slaughter und Mount Atkinson zum Nimitz-Gletscher. Gespeist wird er auch von Eismassen des Hammer Col und des südlichen Vinson-Massivs.
Das Advisory Committee on Antarctic Names benannte ihn 2006 nach dem australischen Bergsteiger und Polarforscher Damien Gildea (* 1969), Leiter mehrerer Expeditionen der Omega Foundation in die Sentinel Range und zur Livingston-Insel zwischen 2000 und 2005. Gildea bestieg Mount Craddock über diesen Gletscher.